# Marshall Rosenberg
Marshall Rosenberg, född 6 oktober 1934 i Canton, Ohio, död 7 februari 2015 i Albuquerque, New Mexico, var en amerikansk psykolog och skaparen av kommunikationsmodellen Nonviolent Communication (NVC), också känd i Sverige som giraffspråket, en modell för ickevåldskommunikation som hjälper människor att dela nödvändig information och att lösa konflikter och meningsskiljaktigheter på ett fredligt sätt. 
Rosenberg grundade och var också ordförande för Center for Nonviolent Communication, en internationell ideell organisation för ickevåldskommunikation. Organisationen uppstod ur det arbete Rosenberg genomförde tillsammans med medborgarrättsaktivister under tidigt 1960-tal. Under denna period erbjöd han medlings- och kommunikationsträning till grupper som arbetade mot segregerade skolor och andra offentliga institutioner. Han var medlem i International Coalition for the Decade for the Culture of Peace and Non-Violence (den internationella koalitionen för freds- och ickevåldskultur, 2001–2010).

## Liv och verk
Marshall Rosenberg föddes i Canton, Ohio, av judiska föräldrar: Jean (Weiner) Rosenberg och Fred Rosenberg. Hans familj flyttade till Detroit, Michigan, en vecka innan rasupploppen 1943. Han tog sin studentexamen på Cooley High School i Detroit.
År 1961 tog han sin fil. dr i klinisk psykologi på universitetet i Wisconsin-Madison, där han diplomerades 1966. Han bodde i Albuquerque i New Mexico, där också Center for Nonviolent Communication är beläget.
Rosenberg började utveckla sin kommunikationsmodell Nonviolent Communication (NVC), en modell för ickevåldskommunikation, också känd i Sverige som giraffspråket, på 1960-talet. Modellen har spritts världen över och träning i NVC har förekommit i flera länder, såsom Sverige, Schweiz, Italien, Tyskland, Danmark, Belgien, Österrike, Malaysia, Indien, Storbritannien, Nederländerna, Finland, Australien, Frankrike, Kanada och USA. Fredsaktivister har använt sig av NVC i krigshärjade och ekonomiskt utsatta länder som Israel, Palestina, Nordirland, Irland, Brasilien, Ryssland, Rwanda, Burundi, Nigeria, Sri Lanka, Serbien och Kroatien.
Även om Rosenberg är mest känd för sitt arbete med konfliktlösning genom sin kommunikationsmodell Nonviolent Communication, ägnade han också en stor del av sitt arbete åt utbildningsreformer. Genom att bygga på idéer av Neil Postman, Riane Eisler, Walter Wink, Carl Rogers och andra involverade Rosenbergs bidrag till detta område idéer om att reformera skolor till mer ”livsberikande” organisationer med följande karaktäristik:
- Människor är empatiskt sammanlänkade med vad var och en känner och behöver – de skuldbelägger inte sig själva eller låter bedömningar som innebär att det är något fel på andra dölja denna kontakt med varandra.
- Människor är medvetna om denna ömsesidiga beroendenatur i social relationer och värderar att andras behov blir tillgodosedda lika högt som att deras egna behov blir tillgodosedda – de är medvetna om att deras egna behov inte kan bli tillgodosedda på andras bekostnad.
- Människor tar hand om sig själva och andra enbart med intentionen att berika livet – de är inte motiverade av eller använder tvång i form av skuld, skam, förpliktelser, rädsla för straff eller önskan om belöningar.

Detta i kontrast mot traditionella skolor som enligt Rosenberg är byggda på en ”dominanskultur” genom att:
- Visa vem som har rätt och vem som har fel (till exempel genom betyg)
- Lära studenter att lyda auktoriteter
- Dela ut etiketter, bedömningar, diagnoser och moraliska omdömen (till exempel genom att etiketterna speciella behov; känslomässigt störd, hyperaktiv, ADHD och liknande)
- Motivera önskat beteende genom straff, belöningar, skuld, skam, plikter eller skyldigheter

Rosenberg lånade frasen ”dominanskultur” från Diane Reisler och byggde vidare på Walter Winks teori om att vi har levt under ett paradigm av dominanskultur under cirka 8000 år. Rosenberg menade att denna kultur använder sig av ett specialiserat språk och utbildningssystem för att möjliggöra att en liten minoritet kan härska över den överväldigande majoriteten av befolkningen, så att majoriteten inte tillgodoser sina egna livsbehov, utan tjänar de styrande.

## Utmärkelser
- 2014 –  Champion of Forgiveness Award från Worldwide Forgiveness Alliance[6]
- 2006 – Bridge of Peace Nonviolence Award från Global Village Foundation[6]
- 2005 – Light of God Expressing in Society Award från Unity Church[6]
- 2004 – Religious Science International Golden Works Award[6]
- 2004 – International Peace Prayer Day Man of Peace Award av 3HO (Healthy, Happy, Holy Organization)[6]
- 2002 – Princess Anne of England and Chief of Police Restorative Justice Appreciation Award[6]
- 2000 – Listener of the Year Award från International Listening Asssociation (ILA)[6]